# Umm Ruweim

Das Bauwerk Umm Ruweim 1, im Hintergrund das Wadi Abu Dom

Umm Ruweim bezeichnet ein Ensemble aus drei Ruinenstätten im heutigen Sudan, die etwas südlich des 4.  Nil-Katarakts am Rande des Wadi Abu Dom liegen. Die Ruinenstätte besteht aus zwei größeren und einem kleineren Gebäude. Die beiden größeren datieren in die spät- bis postmeroitische Zeit (ca. 300 n. Chr.).
Die als Umm Ruweim 1 bezeichnete Anlage ist etwa 50 × 50 Meter groß und hat insgesamt vier Tore, einen in der Mitte jeder Seite. An Innenseite der Außenmauer finden sich eine Reihe von Räumen. Innerhalb dieser Eingrenzung befindet sich ein zweiter, ähnlicher Raumkomplex, jedoch nur mit einem einzelnen, einfachen Durchgang im Osten. Im Zentrum befindet sich schließlich ein einzelnes Gebäude.
Eine zweite einfachere Anlage liegt südöstlich etwa 400 Meter davon entfernt und wird als Umm Ruweim 2 bezeichnet. Heute besteht sie nur noch aus einer Umfassungsmauer, ursprünglich besaß sie jedoch eine Innenbebauung aus einem quadratischen Raumkranz und einem Zentralbau ähnlich wie Umm Ruweim 1 (allerdings nicht aus Stein, sondern aus Lehmziegeln).
Etwas südlich von Umm Ruweim 1 befindet sich ein weiteres, wesentlich kleineres Steingebäude, Umm Ruweim 3.  Ob es ebenfalls in dieselbe Zeit datiert wie die beiden großen Anlagen und mit diesen funktional zusammenhängt, ist jedoch bislang nicht geklärt.
Die Funktion dieser Gebäude ist nicht sicher. Sowohl eine militärische Funktion als auch die Rolle als befestigte Brunnenstation (Hydreuma) oder Karawansereien wurden diskutiert, jedoch mittlerweile wieder verworfen. Am ehesten handelt es sich um repräsentative Wohnbauten, die auch Räume zur Lagerung von Vorräten sowie für rituelle Zwecke enthielten.
In der Nähe der Anlagen befinden sich kleine Friedhöfe, die teilweise ausgegraben wurden.
Im Rahmen eines seit 2009 laufenden Surveys im Wadi Abu Dom dokumentiert ein Team um Angelika Lohwasser (Universität Münster) seit 2011 die Ruinen von Umm Ruweim. Systematische Ausgrabungen finden seit 2020 statt.